# بروكوبيس بافلوبولوس
بروكوبيس بافلوبولوس (باليونانية:  Προκόπης Παυλόπουλος)‏ (مواليد 10 يوليو 1950) هو رئيس اليونان مُنذ 13 مارس 2015 حتى 13 مارس 2020، وهو محامي ومدرس جامعي وسياسي بالفترة من (2004 - 2009). كما شَغِل مَنصِب وزير الداخلية اليوناني لفترتين، قبل توليه رئاسة اليونان.
في يوم 18 فبراير 2015، انتخب بافلوبولوس من قبل البرلمان اليوناني رئيساً جديداً لليونان بواقِع 233 صوتاً مؤيداً من أصل 300 صوت.

## روابط خارجية
- بروكوبيس بافلوبولوس على موقع مونزينجر (الألمانية)
- بروكوبيس بافلوبولوس على موقع أوليمبيديا (الإنجليزية)